# HD223128
HD223128 — хімічно пекулярна зоря спектрального класу B3, що має  видиму зоряну величину в смузі V приблизно  5,9.
Вона  розташована на відстані близько 1734,9 світлових років від Сонця.

## Пекулярний хімічний склад
Зоряна атмосфера HD223128 має підвищений вміст 
He
.